# Joseph Peyret-Forcade
Pour les articles homonymes, voir Peyret.
Joseph Peyret-Forcade est un homme politique français né le 18 août 1909 au Portail de Saint-Leu de La Réunion et mort le 14 juillet 1991 à Paris. Il est député de La Réunion à l'Assemblée nationale seulement quelques semaines du 13 février 1968 au 30 mai 1968.